# Nyctemera tritoides
Nyctemera tritoides är en fjärilsart som beskrevs av Franciscus J.M. Heylaerts 1890. Nyctemera tritoides ingår i släktet Nyctemera och familjen björnspinnare. Inga underarter finns listade i Catalogue of Life.